# Prairialaufstand
Der Prairialaufstand fand vom 1. bis 4.  Prairial des Jahres III. nach dem französischen Revolutionskalender (20. bis 23. Mai 1795) in Paris nach dem Sturz Robespierres und der Machtübernahme der Thermidorianer statt. Es handelte sich um einen der letzten großen Volksaufstände der französischen Revolution und hatte neben politischen vor allem soziale Hintergründe.

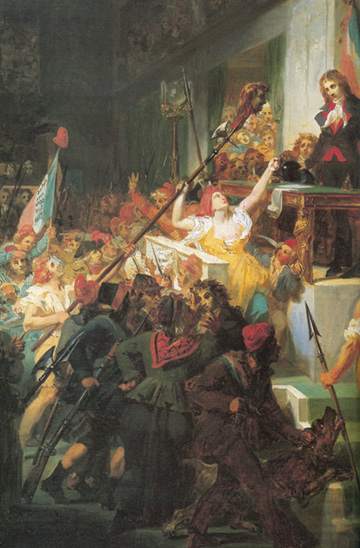
Präsentation des Kopfes des Abgeordneten Féraud im Nationalkonvent, Ausschnitt eines Gemäldes von Félix Auvray

## Vorgeschichte
Nach dem Sturz Robespierres, dem Ende der Schreckensherrschaft und dem Beginn der Herrschaft der Thermidorianer, nahm die soziale und wirtschaftliche Krise zu. Die Inflation nahm mit dem Ende der dirigistischen Wirtschaftspolitik zu. Das Maximumgesetz zur Begrenzung der Preise wurde Ende Dezember 1794 aufgehoben. Verschärft wurde dies durch schlechte Ernten. Die Preise für Lebensmittel stiegen stark an. Es kam zu einer regelrechten Hungersnot insbesondere in den ärmeren Stadtvierteln von Paris. Unmut erregte vor diesem Hintergrund der luxuriöse Lebenswandel der neuen Eliten. Die sozialrevolutionären Ideen gewannen nunmehr erneut an Rückhalt unter den ärmeren Schichten. Gracchus Babeuf entwickelte in dieser Zeit geradezu kommunistisch anmutende Vorstellungen. 
Dies war einer der Auslöser für mehrere Aufstände in Paris. In einer Druckschrift war von einem Volksaufstand für Brot und Recht die Rede. Es wurde die Beachtung der demokratischen Verfassung von 1793, die Verhaftung der regierenden Thermidorianer, Freilassung der politischen Gefangenen und Neuwahlen gefordert. Dabei wurde für einen Marsch der bewaffneten Sektionen zum Nationalkonvent und für eine Verbrüderung mit den Soldaten geworben. Das Motto lautete: Brot und die Verfassung von 1793!
Ein erster Aufstand fand am 12. Germinal III. (= 1. April 1795) statt. Eine Volksmenge aus den Vorstädten zog zum Nationalkonvent. Sie konnten ihre Forderungen vortragen. Die Regierungstruppen waren aber stark genug, die Menge zu zerstreuen. Einen Tag später wurden zahlreiche Sansculotten entwaffnet. Zahlreiche Abgeordnete der Bergpartei wurden verhaftet.

## Verlauf
Wenige Wochen später kam es zwischen dem 1. und 3. Prairial III. (= 20. bis 23. Mai 1795) zu einem weiteren Aufstand. Auf seinem Höhepunkt nahmen daran etwa 40.000 Menschen teil. Dieser war im Vorfeld möglicherweise von den bereits Inhaftierten aus den Gefängnissen heraus besser als der erste Aufstand geplant worden. Indes fehlte es im Verlauf an einem koordinierten Vorgehen. 
Am Morgen des 1. Prairial wurden in verschiedenen Vorstädten und Stadtteilen von Paris die Sturmglocken geläutet und gegen Mittag zogen Kolonnen von Protestierenden in Richtung innere Stadt. Parolen waren Brot oder Tod und Brot und die Verfassung von 1793. Der Nationalkonvent erklärte die Anführer für gesetzlos. Der Wohlfahrts- und der Sicherheitsausschuss beschloss gegen Mittag Linientruppen und die Garde nationale zu mobilisieren. Allerdings schloss sich ein Teil der Nationalgardisten den Aufständischen an. Am Nachmittag kamen die Demonstranten vor dem Nationalkonvent an. Der Abgeordnete Jean Féraud wollte sich ihnen in den Weg stellen. Er wurde getötet, sein Kopf auf eine Pike gesteckt und dem Präsidenten des Parlaments François-Antoine Boissy d’Anglas präsentiert. Unter dem Druck der Menge wurden die Abgeordneten gezwungen verschiedene Forderungen zu erfüllen. Kurz vor Mitternacht trafen regierungstreue Einheiten der Nationalgarde ein und drängte die Menge aus dem Saal. 
Der Nationalkonvent reagierte darauf mit dem Haftbefehl für vierzehn Abgeordnete der Bergpartei, denen man die Unterstützung der Aufständischen vorwarf. Am nächsten Tag hatte der Konvent nicht nur Linientruppen, sondern auch Sektionsbataillone mobilisiert. Teile von ihnen gingen zu den Aufständischen über, was den Wohlfahrts- und Sicherheitsausschuss zwang, mit ihnen zu verhandeln. Nachdem einzelne Abgeordnete zu den Demonstranten geeilt waren und ihnen versprochen hatten, dass die Versorgung sichergestellt würde, zogen die Aufständischen wieder in  die Vorstädte ab. 
An den beiden folgenden Tagen gewann die Regierung die Initiative zurück. Sie wollte mit verlässlichen Truppen gegen den Kern des Aufstandes im Faubourg Saint-Antoine vorgehen. Es wurden 20.000 Mann unter dem Kommando von General Jacques-François Menou zusammengezogen. Ein erster Vorstoß einer kleinen Truppe der Jeunesse dorée am 4. Prairial scheiterte an den Barrikaden der Einwohner. Den Aufständischen wurde ein Ultimatum gestellt, was diese ihrerseits mit der Mobilmachung ihrer Kräfte beantworteten. Als die Regierungstruppen nun zu Tausenden aufmarschierten, gaben die Aufständischen auf.

## Folgen
Nach der Niederlage der Aufständischen reagierte der Nationalkonvent mit harten Gegenmaßnahmen. Viele oppositionelle Abgeordnete wurden verhaftet. Verschont wurde Carnot. In den Pariser Sektionen wurden 1200 Personen verhaftet und zahlreiche weitere entwaffnet und ihrer Bürgerrechte entkleidet. In ganz Frankreich wurden mehrere Zehntausend Anhänger der radikalen Demokratie verhaftet.
Ein Standgericht fällte 77 Urteile. Davon waren 36 Todesurteile. Einige verurteilte Abgeordnete versuchten vor der Hinrichtung sich selbst das Leben zu nehmen. Einigen gelang dies, etwa Philippe Rühl, andere schleppte man sterbend zu Guillotine. Die Bürger wurden aufgefordert ihre Waffen abzugeben und seit dem Aufstand wurde die Nationalgarde so reorganisiert, dass die Ärmeren kaum noch einberufen wurden. Das Militär wurde in der Folge als Machtfaktor immer wichtiger. Der Kreis um Babeuf ging in den Untergrund. Seine Verschwörung der Gleichen scheiterte noch im selben Jahr.